# Descendants: The Rise of Red
Descendants: The Rise of Red är en amerikansk fantasy-äventyrsfilm som hade premiär den 12 juli 2024 på Disney+. Filmen är regisserad av Jennifer Phang efter ett manus skrivet av Lewis Carroll, Dan Frey och Ru Sommer. Det är den fjärde filmen i Descendants-franchisen.

## Handling
Filmen kretsar kring Red och Chloe som slår sig samman för att rädda Auradon genom att resa tillbaka i tiden.

## Rollista (i urval)
- Kylie Cantrall – Red
- Malia Baker – Chloe Charming
- China Anne McClain – Uma
- Dara Reneé – Ulyana
- Rita Ora – Queen of Hearts
- Brandy Norwood – Askungen
- Paolo Montalban – King Charming
- Melanie Paxson – den goda fen
- Jeremy Swift – Merlin
- Leonardo Nam – Maddox